# Kleine knoopwesp
De kleine knoopwesp (Cerceris quinquefasciata) is een vliesvleugelig insect uit de familie van de graafwespen (Crabronidae). De wetenschappelijke naam van de soort is voor het eerst geldig gepubliceerd in 1792 door Rossi.